# 徳真鵬元久
德真鵬 元久（とくしんほう もとひさ、1984年5月13日 - ）は、三重県松阪市出身で木瀬部屋（閉鎖処分中は北の湖部屋）に所属した元大相撲力士。本名は白塚 元久（しらつか もとひさ）、愛称はしらっち。身長193cm、体重231kg、血液型はA型。最高位は西十両6枚目（2013年9月場所）。

## 人物

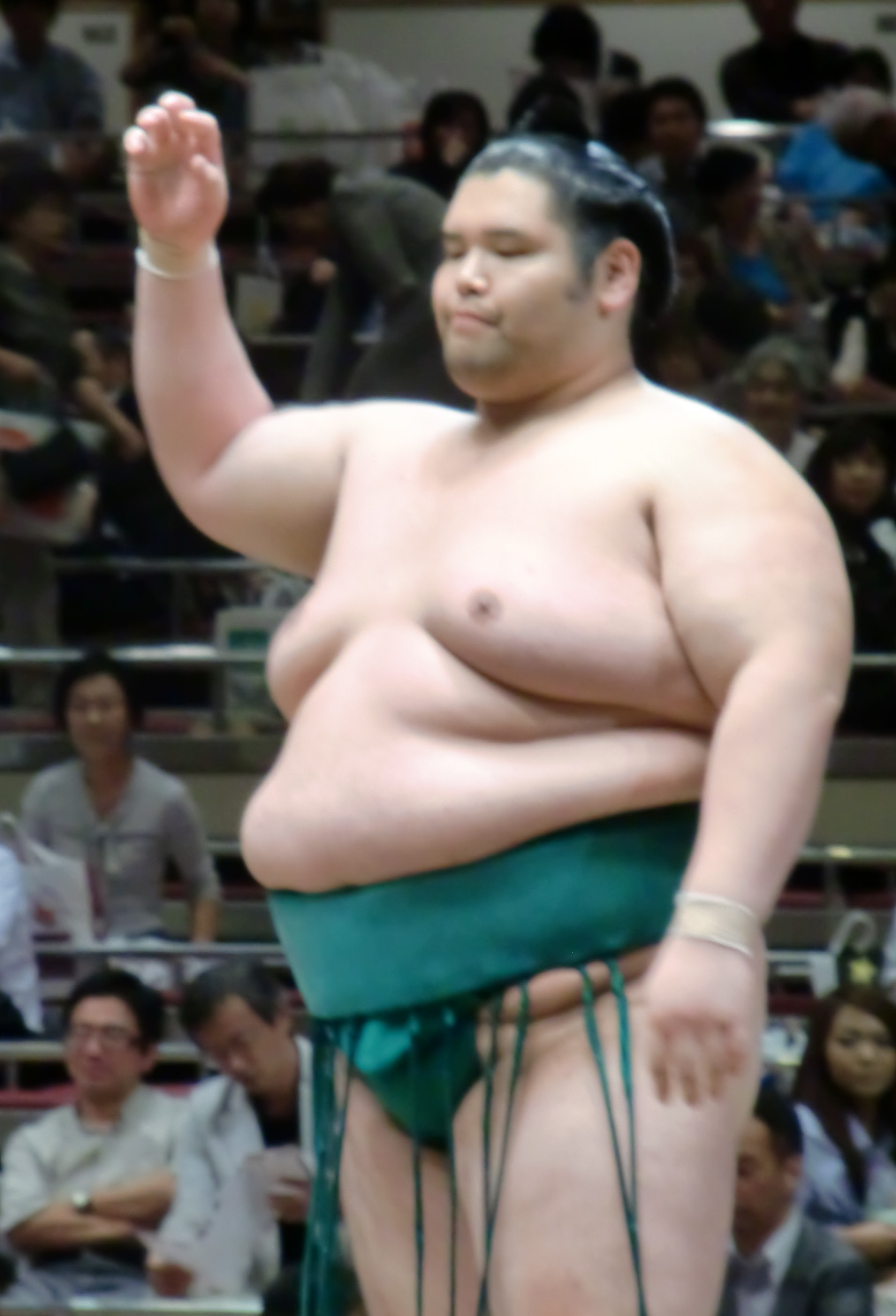

幼少期には寛水流のフルコンタクト空手を習っており、中学校進学以前にすでに100kgに達する巨体であった。松阪市立久保中学校、三重高等学校を経て朝日大学に進学。高校在学時は柔道部に所属していたが、相撲部の試合にも出場して国体の三重県代表に選ばれた。大学4年生時には第66回西日本選抜学生相撲大会で個人の部準優勝、全国学生相撲選手権大会個人の部ではベスト16など活躍、大学卒業となる2007年3月場所新弟子検査を受験し合格、角界入りした。決して強豪とは言い切れない朝日大学の出身である白塚は「ここならのびのびやれる。」と確信して木瀬部屋を選んだという。朝日大学相撲部からの入門は、朝日盛こと福の花(2004年度卒業・出羽海部屋)、池原こと碧天(2006年度卒業・田子ノ浦部屋のち春日野部屋)に続く3人目。
前相撲で2連勝して新序一番出世を果たし、翌5月場所以降7場所連続で5勝2敗もしくは6勝1敗の好成績を収め、序ノ口は1場所、序二段、三段目はそれぞれ2場所で通過し、2008年7月場所では、全勝優勝すれば十両昇進も可能となる幕下西11枚目まで番付を上げた。しかし、その7月場所では3勝4敗で入門以来初となる負け越しを経験、翌9月場所は幕下西17枚目に番付を下げたが5勝2敗とし、11月場所も連続で勝ち越し、2009年1月場所では自己最高位の幕下西5枚目まで番付を上げた。
迎えた2009年1月場所は自身入門後最低の成績となる2勝5敗で、翌3月場所には幕下東17枚目まで番付を下げたものの、それまで本名の「白塚」から「徳真鵬」の四股名に改名した同場所は、5勝1敗で迎えた13日目（7番相撲）に全勝の大翔山を破り、自身を含む8力士によるトーナメント形式の優勝決定戦に持ち込み、決定戦3連勝（1回戦は大翔山に吊り出しで、2回戦は大和富士に押し出しで、決勝戦は佐田の富士に押し出しで、それぞれ勝利した）で各段通じ初の優勝を飾った。幕下西2枚目で迎えた2009年7月場所では5番取った時点で4勝1敗と勝ち越しを決め、その後連敗し4勝3敗で終えたものの、幕下陥落に相当する成績の力士が3名いたことに加え、出島の引退により昇格枠が1つ空いたことなどが幸いし、7月29日に開かれた番付編成会議で9月場所新十両となった。
新十両（西12枚目）で迎えた2009年9月場所は12日目の時点で3勝9敗を喫し、その後千秋楽まで3連勝し最終的に6勝9敗とはしたものの、幕下上位に十両昇格相当の成績を修めていた力士が多かった関係から、1場所で幕下へ陥落した。2010年3月場所で十両に復帰し、7勝7敗で迎えた同場所の千秋楽で翔天狼を寄り切りで破り、十両で初の勝ち越しを決めた。この間新十両当時に220キロ（協会発表は215キロ）あった体重を20キロ以上絞ったという。翌5月場所では自己最高位を更新する西十両7枚目に在位したものの、同場所以降3場所連続で負け越し、東十両9枚目に在位した2010年9月場所では序盤から星が伸びず、4勝11敗と大敗し再び幕下に陥落。
2012年1月場所に2度目の再十両を果たして以降は9場所連続で7〜8勝を推移していたが、2013年7月場所に10勝5敗の好成績を上げ、翌9月場所は自己最高位となる西十両6枚目まで番付を上げたが、7勝6敗から14日目（対千代鳳）・千秋楽（対千代皇）と連敗で負け越し。以降も一進一退の成績が続いたが、2015年1月場所は西十両12枚目の地位で5勝10敗の大敗を喫し、これによって十両中位から下位を推移して19場所連続で守り抜いた関取の地位を三度手放すことになった。幕下に2場所在位後、2015年7月場所に西十両14枚目の地位で十両に復帰した。西十両10枚目で迎えた2015年11月場所では不振に喘ぎ終盤の6連敗で4勝11敗、これにより2016年1月場所から4度目の幕下陥落、以降は幕下上位から中位に在位し続けていたが、2020年3月場所東幕下47枚目で3勝4敗と負け越し、翌5月場所は2008年1月場所以来の三段目となった。
2020年6月1日、日本相撲協会は徳真鵬から提出された引退届の受理を発表した。引退後に同年7月から母校の朝日大学の職員として働く予定が示された。
2019新型コロナウイルス感染拡大の影響もあり、現役時代で稽古をしたのは3月場所前の3月上旬が最後となっていた。2019年3月場所に幕下上位で大敗し、同年に35歳となったことから引退を決意したという。大学職員として働くにあたってゆくゆくは相撲部のサポートにも携わる意向が公開され「自分は関取になったが、幕内に上がることができなかった。関取、幕内に上がるような力士を育てたい」と抱負を語った。
2021年10月2日、母校の朝日大学で断髪式が行われた。

## 取り口など
得意手は突き、押し、右四つ、寄り倒し。入門当初から新十両までは主に突き押しを使用していた。取り分け体格を活かし、迷わず閂に持ち込んで崩して繰り出す寄り倒しにより、栃矢舗、慶天海など多数の力士が重傷を負ったとされる。一方で、外四つ相撲の特性上長身力士や速攻の突き押し相撲には弱い傾向にある。また体重の割に腰が軽く、守勢に転じるとその影響が出やすかった。右ノド輪で攻め立てる相撲も得意としている。

## 主な成績

### 通算成績
- 通算成績：382勝373敗（78場所）
- 十両成績：187勝218敗（27場所）

### 各段優勝
- 幕下優勝：1回（2009年3月場所）

### 場所別成績
| | 一月場所 初場所（東京） | 三月場所 春場所（大阪） | 五月場所 夏場所（東京） | 七月場所 名古屋場所（愛知） | 九月場所 秋場所（東京） | 十一月場所 九州場所（福岡） |
| --- | ----------------------- | ----------------------- | ----------------------- | --------------------------- | ----------------------- | --------------------------- |
| 2007年 （平成19年） | x                       | （前相撲）              | 西序ノ口11枚目 5–2      | 西序二段89枚目 6–1          | 西序二段14枚目 5–2      | 東三段目82枚目 6–1          |
| 2008年 （平成20年） | 東三段目25枚目 6–1      | 西幕下46枚目 6–1        | 西幕下19枚目 5–2        | 東幕下11枚目 3–4            | 西幕下17枚目 5–2        | 東幕下8枚目 4–3             |
| 2009年 （平成21年） | 西幕下5枚目 2–5         | 東幕下17枚目 優勝 6–1   | 東幕下4枚目 4–3         | 西幕下2枚目 4–3             | 西十両12枚目 6–9        | 西幕下2枚目 5–2             |
| 2010年 （平成22年） | 東幕下筆頭 5–2          | 西十両11枚目 8–7        | 西十両7枚目 7–8         | 西十両8枚目 7–8             | 東十両9枚目 4–11        | 西幕下3枚目 2–5             |
| 2011年 （平成23年） | 東幕下9枚目 3–4         | 八百長問題 により中止   | 東幕下17枚目 4–3        | 東幕下8枚目 4–3             | 東幕下2枚目 4–3         | 東幕下筆頭 4–3              |
| 2012年 （平成24年） | 西十両12枚目 8–7        | 東十両10枚目 7–8        | 東十両11枚目 7–8        | 東十両12枚目 7–8            | 西十両12枚目 7–8        | 西十両13枚目 8–7            |
| 2013年 （平成25年） | 東十両12枚目 8–7        | 西十両9枚目 7–8         | 東十両10枚目 7–8        | 西十両10枚目 10–5           | 西十両6枚目 7–8         | 東十両7枚目 6–9             |
| 2014年 （平成26年） | 東十両9枚目 8–7         | 西十両7枚目 6–9         | 西十両9枚目 8–7         | 東十両7枚目 7–8             | 東十両8枚目 6–9         | 西十両10枚目 6–9            |
| 2015年 （平成27年） | 西十両12枚目 5–10       | 東幕下2枚目 4–3         | 西幕下筆頭 4–3          | 西十両14枚目 9–6            | 西十両9枚目 7–8         | 西十両10枚目 4–11           |
| 2016年 （平成28年） | 西幕下3枚目 2–5         | 西幕下14枚目 3–4        | 西幕下22枚目 5–2        | 東幕下13枚目 4–3            | 東幕下10枚目 3–4        | 西幕下15枚目 3–4            |
| 2017年 （平成29年） | 西幕下23枚目 4–3        | 西幕下17枚目 5–2        | 東幕下10枚目 5–2        | 東幕下6枚目 2–5             | 東幕下17枚目 3–4        | 西幕下23枚目 3–4            |
| 2018年 （平成30年） | 西幕下28枚目 5–2        | 東幕下15枚目 3–4        | 西幕下22枚目 4–3        | 東幕下16枚目 4–3            | 東幕下10枚目 4–3        | 西幕下6枚目 2–5             |
| 2019年 （平成31年 /令和元年） | 西幕下17枚目 5–2        | 西幕下6枚目 1–6         | 西幕下23枚目 3–4        | 東幕下31枚目 2–5            | 西幕下49枚目 5–2        | 東幕下33枚目 4–3            |
| 2020年 （令和2年） | 西幕下27枚目 2–5        | 東幕下47枚目 3–4        | 感染症拡大 により中止   | 西三段目4枚目 引退 –        | x                       | x                           |
| 各欄の数字は、「勝ち-負け-休場」を示す。 優勝 引退 休場 十両 幕下 三賞：敢=敢闘賞、殊=殊勲賞、技=技能賞 その他：★=金星 番付階級：幕内 - 十両 - 幕下 - 三段目 - 序二段 - 序ノ口 幕内序列：横綱 - 大関 - 関脇 - 小結 - 前頭（「#数字」は各位内の序列） |                         |                         |                         |                             |                         |                             |

## 改名歴
- 白塚 元久（しらつか もとひさ）2007年3月場所 - 2009年1月場所
- 徳真鵬 元久（とくしんほう - ）2009年3月場所 - 2010年11月場所
- 德真鵬 元久（とくしんほう - ）2011年1月場所 - 2020年7月場所